# Cúp bóng đá châu Phi 1986
Cúp bóng đá châu Phi 1986 là Cúp bóng đá châu Phi lần thứ 15, được tổ chức tại Ai Cập. Đây là lần thứ ba Ai Cập đăng cai Cúp bóng đá châu Phi. Số đội tham dự giải là 34, ít hơn giải trước đó 2 đội. Thể thức thi đấu không đổi. Vòng chung kết gồm 8 đội chia làm 2 bảng, mỗi bảng 4 đội. Hai đội tuyển đứng đầu mỗi bảng vào đá bán kết, đội thắng ở bán kết vào đá chung kết, đội thua dự trận trận tranh giải ba. Chủ nhà Ai Cập lần thứ ba giành chức vô địch sau khi thắng đương kim vô địch Cameroon trên chấm sút phạt luân lưu sau trận chung kết không bàn thắng.

## Vòng loại
Vòng loại của giải gồm 32 đội tham gia, chọn lấy 6 đội cùng với đương kim vô địch Cameroon và chủ nhà Ai Cập tham dự vòng chung kết. Vòng loại thi đấu theo thể thức loại trực tiếp sân nhà và sân khách, có áp dụng luật bàn thắng sân khách. Ở vòng sơ loại có 16 đội chọn lấy 8 đội thắng vào vòng loại thứ nhất. Ở vòng loại thứ nhất có 24 đội chia làm 12 cặp đấu để chọn 12 đội thắng vào vòng loại thứ hai. Vòng loại thứ hai 12 đội chia làm 6 cặp đấu, 6 đội thắng dự vòng chung kết.

### Các đội không vượt qua vòng loại

#### Vòng sơ loại
| - Bénin - Gabon - Gambia - Liberia |  | - Mauritius - Somalia - Eswatini - Uganda |  |  |

#### Vòng loại thứ nhất
| - Cộng hòa Congo - Ethiopia - Guinée - Madagascar - Malawi - Mali |  | - Mauritanie - Sierra Leone - Sudan - Tanzania - Togo - Tunisia |  |  |

#### Vòng loại thứ hai
| - Ghana - Kenya - Libya |  | - Nigeria - Zaire - Zimbabwe |  |  |

- in nghiêng: Đội bóng bỏ cuộc

## Địa điểm
| Cairo                      | CairoAlexandria | Alexandria              |
| -------------------------- | --------------- | ----------------------- |
| Sân vận động Quốc tế Cairo | CairoAlexandria | Sân vận động Alexandria |
| Sức chứa: 90.000           | CairoAlexandria | Sức chứa: 15.000        |
|                            | CairoAlexandria |                         |

## Vòng chung kết
Vòng chung kết của giải diễn ra trong 2 tuần từ 7 đến 21 tháng 3 năm 1986. Các trận đấu ở bảng A được tổ chức tại thủ đô Cairo, ở bảng B được tổ chức tại thành phố Alexandria.

### Các đội tham dự
- Algérie (lần thứ 5)
- Cameroon (đương kim vô địch, lần thứ 5)
- Ai Cập (chủ nhà, lần thứ 10)
- Bờ Biển Ngà (lần thứ 7)
- Maroc (lần thứ 5)
- Mozambique (lần thứ 1)
- Sénégal (lần thứ 2)
- Zambia (lần thứ 4)

### Bảng A
| Đội tuyển   | Số trận | Thắng | Hòa | Thua | Bàn thắng | Bàn thua | Hiệu số | Điểm |
| ----------- | ------- | ----- | --- | ---- | --------- | -------- | ------- | ---- |
| Ai Cập      | 3       | 2     | 0   | 1    | 4         | 1        | +3      | 4    |
| Bờ Biển Ngà | 3       | 2     | 0   | 1    | 4         | 2        | +2      | 4    |
| Sénégal     | 3       | 2     | 0   | 1    | 3         | 1        | +2      | 4    |
| Mozambique  | 3       | 0     | 0   | 3    | 0         | 7        | −7      | 0    |

| Sénégal  | 1–0      | Ai Cập |
| -------- | -------- | ------ |
| Youm 67' | Chi tiết |        |

| Bờ Biển Ngà                    | 3–0      | Mozambique |
| ------------------------------ | -------- | ---------- |
| A. Traoré 25', 74' · N'Dri 86' | Chi tiết |            |

| Sénégal                | 2–0      | Mozambique |
| ---------------------- | -------- | ---------- |
| Fall 28' · Bocandé 83' | Chi tiết |            |

| Ai Cập                      | 2–0      | Bờ Biển Ngà |
| --------------------------- | -------- | ----------- |
| Gharib 73' · Abdelhamid 83' | Chi tiết |             |

| Bờ Biển Ngà   | 1–0      | Sénégal |
| ------------- | -------- | ------- |
| A. Traoré 71' | Chi tiết |         |

| Ai Cập            | 2–0      | Mozambique |
| ----------------- | -------- | ---------- |
| Abouzeid 13', 15' | Chi tiết |            |

### Bảng B
| Đội tuyển | Số trận | Thắng | Hòa | Thua | Bàn thắng | Bàn thua | Hiệu số | Điểm |
| --------- | ------- | ----- | --- | ---- | --------- | -------- | ------- | ---- |
| Cameroon  | 3       | 2     | 1   | 0    | 7         | 5        | +2      | 5    |
| Maroc     | 3       | 1     | 2   | 0    | 2         | 1        | +1      | 4    |
| Algérie   | 3       | 0     | 2   | 1    | 2         | 3        | −1      | 2    |
| Zambia    | 3       | 0     | 1   | 2    | 2         | 4        | −2      | 1    |

| Algérie | 0–0      | Maroc |
| ------- | -------- | ----- |
|         | Chi tiết |       |

| Cameroon                            | 3–2      | Zambia                           |
| ----------------------------------- | -------- | -------------------------------- |
| Milla 46' · M'Fédé 67', 82' (ph.đ.) | Chi tiết | Chabala 65' · Bwalya 77' (ph.đ.) |

| Algérie | 0–0      | Zambia |
| ------- | -------- | ------ |
|         | Chi tiết |        |

| Cameroon  | 1–1      | Maroc      |
| --------- | -------- | ---------- |
| Milla 89' | Chi tiết | Krimau 63' |

| Maroc               | 1–0      | Zambia |
| ------------------- | -------- | ------ |
| Chilengi 18' (l.n.) | Chi tiết |        |

| Cameroon                        | 3–2      | Algérie                |
| ------------------------------- | -------- | ---------------------- |
| Kana-Biyik 66', 70' · Milla 72' | Chi tiết | Madjer 61' · Maroc 73' |

### Vòng đấu loại trực tiếp
|  | Bán kết                 | Bán kết       |                  |       | Chung kết | Chung kết |
|  |                         |               |                  |       |           |           |
|  | 17 tháng 3 – Alexandria |               |                  |       |           |           |
|  |                         |               |                  |       |           |           |
|  | Cameroon                | 1             |                  |       |           |           |
|  | Cameroon                | 1             | 21 March – Cairo |       |           |           |
|  | Bờ Biển Ngà             | 0             |                  |       |           |           |
|  | Bờ Biển Ngà             | 0             | Cameroon         | 0 (4) |           |           |
|  | 17 tháng 3 – Cairo      |               | Cameroon         | 0 (4) |           |           |
|  |                         | Ai Cập (pen.) | 0 (5)            |       |           |           |
|  | Ai Cập                  | Ai Cập (pen.) | 0 (5)            | 1     |           |           |
|  | Ai Cập                  |               |                  | 1     |           |           |
|  | Maroc                   | 0             |                  |       |           |           |
|  | Maroc                   | 0             | Tranh hạng ba    |       |           |           |
|  |                         |               |                  |       |           |           |
|  | 20 tháng 3 – Cairo      |               |                  |       |           |           |
|  |                         |               |                  |       |           |           |
|  | Bờ Biển Ngà             | 3             |                  |       |           |           |
|  | Bờ Biển Ngà             | 3             |                  |       |           |           |
|  | Maroc                   | 2             |                  |       |           |           |

#### Bán kết
| Cameroon  | 1–0      | Bờ Biển Ngà |
| --------- | -------- | ----------- |
| Milla 46' | Chi tiết |             |

| Ai Cập       | 1–0      | Maroc |
| ------------ | -------- | ----- |
| Abouzeid 79' | Chi tiết |       |

#### Tranh giải ba
| Bờ Biển Ngà                                 | 3–2      | Maroc                  |
| ------------------------------------------- | -------- | ---------------------- |
| Ben Salah 8' · Kassi-Kouadio 38', 68' (pen) | Chi tiết | Rhiati 44' · Sahil 85' |

#### Chung kết
| Ai Cập                                                 | 0–0    | Cameroon                                              |
| ------------------------------------------------------ | ------ | ----------------------------------------------------- |
|                                                        | Report |                                                       |
| Loạt sút luân lưu                                      |        |                                                       |
| Yehia · Abdelghani · Abdou · Shehata · Mayhoub · Kasem | 5–4    | M'Fédé · Kundé · M'Bida · Milla · Aoudou · Kana-Biyik |

| Vô địch Cúp bóng đá châu Phi 1986 Ai Cập Lần thứ ba |

## Vua phá lưới
4 bàn
- Roger Milla

3 bàn
| - Abdoulaye Traoré | - Taher Abouzeid |  |

2 bàn
| - André Kana-Biyik | - Louis-Paul M'Fédé | - Lucien Kassi-Kouadio |

1 bàn
| - Rabah Madjer - Karim Maroc - Shawky Gharib - Gamal Abdelhamid - Kouassi N'Dri | - Oumar Ben Salah - Abdelkrim Merry "Krimau" - Abdelfettah Rhiati - Mohammed Sahil - Jules Bocandé | - Pape Fall - Thierno Youm - Kalusha Bwalya - Michael Chabala |

Own goal
- Jones Chilengi (trong trận gặp  Maroc)

## Đội hình toàn sao
| Thủ môn       | Hậu vệ                                                | Tiền vệ                                                    | Tiền đạo                   |
| ------------- | ----------------------------------------------------- | ---------------------------------------------------------- | -------------------------- |
| Thomas N'Kono | André Kana-Biyik Ali Shehata Roger Mendy Rabei Yassin | Emile Mbouh Magdi Abdelghani Moustafa Abdou Taher Abouzaid | Roger Milla Kalusha Bwalya |